# Igreja Três Santos Mártires das Missões
A Igreja Três Santos Mártires das Missões é um templo católico localizado no centro da cidade de Crissiumal. Foi inaugurada em 1964 pelo Padre Inácio Lotário Rauber. Recebeu esse nome em homenagem ao martírio dos missionários Roque González, Afonso Rodrigues e João de Castilhos em 15 de novembro de 1628.